# 王心慰
王心慰（英語：Amy Wong，1959年2月28日—），香港電視劇監製，現為無綫電視監製兼任戲劇組製作部經理。

## 簡歷
王心慰於1976年畢業於格致書院中五年級，於1976年加入香港麗的電視（即是香港亞洲電視的前身），任劇集助理編導，其時擔任袁浩泉的助理編導，1978年升任編導至1984年開始擔任監製，電視劇作品有《王昭君》、《萍蹤俠影錄》、《越女劍》、《白髮魔女傳》等等電視劇。她於1988年拍完《歷代奇女子》和《十月風暴》後，她於1989年起轉投香港無綫電視並服務至今。其丈夫為前香港麗的電視戲劇製作總監李兆熊。
轉投無綫電視後拍攝劇集類型包括救火劇《烈火雄心》系列、法律劇、愛情劇、溫情劇、飲食劇、倫理劇等等（成為無綫電視監製後未曾拍古裝劇）。近期作品有《真相》、《衝呀！瘦薪兵團》、《巨輪》、《叛逃》、《忠奸人》、《梟雄》、《迷》、《逆緣》及《黃金有罪》等，當中《梟雄》在《萬千星輝頒獎典禮2015》獲得「最佳劇集」獎。
王心慰現今是加入無綫電視年資最長的監製。現今其他年資較長的現任監製，如戲劇組製作部總監劉家豪早於1979年麗的電視劇集《大白鯊》便已晉升為監製，至《驟雨中的陽光續集》更開始獨立監製劇集，也比王心慰早兩年是監製的身份而加入TVB，反之屬於經理級的羅永賢與王心慰同年加入TVB，至1999年才開始升任監製。同樣為經理級的徐正康是比王心慰最晚一年從亞視過檔TVB，卻直接從高級導演晉升為監製，製作劇集《香港雲起時》，但期間有7年時間離開電視圈向外發展。相比其他同期出道的經理級監製，王心慰曾長期擔任一般監製性質，至2020年代才並晉升為經理級，至2024年榮休。
在任監製時期（1980年代至今），常用主演演員有何俊軒、何綺雲（19部）；趙樂賢、杜大偉（14部）；張達倫、鄧永健（13部）；鄭嘉穎（11部）；楊明、趙永洪（10部）；何遠東、劉思希、何啟南、李亞男、黃建東（9部）；陳展鵬、唐詩詠、李霖恩（8部）；黃栢文、喬寶寶、田蕊妮、馬海倫（7部）；崔錦棠、譚偉權、黃嘉樂、劉江、姚子羚（6部）；阮浩棕、文雪兒、李璧琦、張美妮、阮兆祥、孫慧雪、蒙嘉慧、李司棋、楊秀惠（5部）；湯洛雯、車婉婉、胡㻗、曾航生、黎諾懿、陳智燊、彭懷安、蔡國威、煒烈（4部）；陳嘉輝、吳岱融、王君馨、關禮傑、楊卓娜、郭晉安、姜大衛、蕭正楠、梁琤、王喜、吳卓羲、黃宗澤、周勵淇、夏雨、邵美琪、陳茵媺（3部）；魯振順、陳家樂、簡淑兒、江欣燕、黎耀祥、鍾嘉欣、馬國明、張繼聰、伍詠薇、鍾景輝、洪天明、蔡子健、陳豪、黎姿（2部）。

## 監製風格
王心慰擅長捉摸角色人性關係，給觀眾的眼球和心理承受力都帶來連場震撼。其監製作品與編審如劉枝華、吳肇銅、鄭成武、雷秀蓮等合作較多。近年來，王心慰製作的電視劇均與其舊作有些出入，如：《龍的天空》與《巨輪》兩兄弟皆因劇情發展而反目；《第三類法庭》及《迷》的女主角皆為了報復而一改以往作風及性格。另外，王心慰亦喜歡在劇集中加入一些現實事件改編的情節和人物，如《烈火雄心》第39-40集中改編自嘉利大廈大火的鴻運大廈大火、《迷》中影射陳裘大貪污的角色嚴正森（陳嘉輝飾演），甚或改編自佳寧案的《黃金有罪》等等。

## 助理編導/編導列表

### 作品列表（麗的電視/亞洲電視）
- 1977年：三兄弟
- 1977年：大件事
- 1977年：大丈夫
- 1978年：鱷魚淚
- 1978年：浣花洗劍錄
- 1979年：奇女子
- 1979年：天蠶變
- 1979年：大白鯊
- 1980年：浮生六劫
- 1980年：大地恩情
- 1981年：大控訴
- 1981年：IQ成熟時
- 1981年：出線
- 1982年：天梯
- 1984年：我愛美人魚
- 1984年：101拘捕令第二輯之熱線九九九
- 1984年：天靈

### 電視劇（無綫電視）
待整理

## 監製列表

### 作品列表（亞洲電視）
- 1984年：《王昭君》
- 1985年：《萍蹤俠影錄》、《阮玲玉》
- 1986年：《越女劍》、《白髮魔女傳》、《九月鷹飛》
- 1987年：《文學電視》、《佳人有難》、《天橋》
- 1988年：《歷代奇女子》、《十月風暴》

### 電視劇（無綫電視）
- 1989年：《家山有福》
- 1990年：《亞二一族》、《又是冤家又聚頭》
- 1991年：《人海驕陽》
- 1992年：《龍的天空》
- 1993年：《都市的童話》、《少年五虎》
- 1994年：《第三類法庭》
- 1995年：《前世冤家》、《廉政英雌》
- 1996年：《闔府統請》
- 1997年：《香港人在廣州》
- 1998年：《愛在暴風的日子》、《烈火雄心》
- 1999年：《千里姻緣兜錯圈》、《雙面伊人》
- 2000年：《無業樓民》
- 2001年：《勇往直前》
- 2002年：《烈火雄心II》、《我要Fit一Fit》
- 2003年：《撲水冤家》
- 2004年：《翡翠戀曲》
- 2005年：《甜孫爺爺》、《Yummy Yummy》
- 2006年：《天幕下的戀人》
- 2007年：《通天幹探》
- 2008年：《最美麗的第七天》、《與敵同行》
- 2009年：《烈火雄心3》、《有營煮婦》
- 2011年：《Only You 只有您》、《真相》
- 2012年：《衝呀！瘦薪兵團》
- 2013年：《巨輪》
- 2014年：《叛逃》、《忠奸人》
- 2015年：《梟雄》
- 2016年：《巨輪II》
- 2017年：《迷》
- 2018年：《逆緣》
- 2020年：《黃金有罪》
- 2021年：《失憶24小時》、《我家無難事》
- 2023年：《隱門》
- 2024年：《異空感應》
- 未播映：《非份之罪》

## 獎項
- 2015年萬千星輝頒獎典禮最佳劇集－《梟雄》

## 外部連結
- 王心慰在豆瓣上的资料（简体中文）